# Carl von Ossietzky Universität Oldenburg

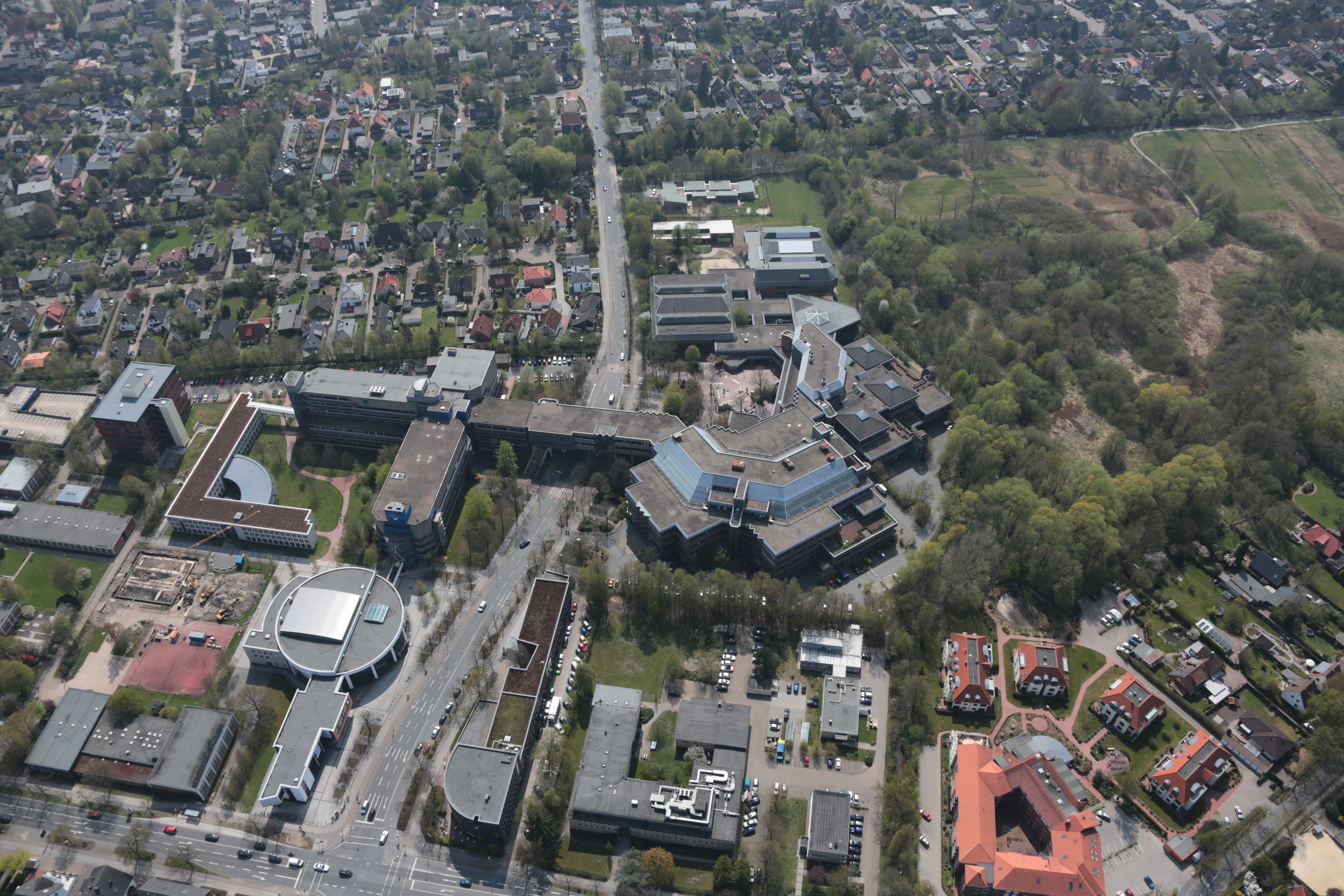
Luftaufnahme des Campus Haarentor

Die Carl von Ossietzky Universität Oldenburg ist eine staatliche Universität in Oldenburg mit 15.342 Studenten und 2.904 Mitarbeitern (Stand: Wintersemester 2023/2024).

## Geschichte

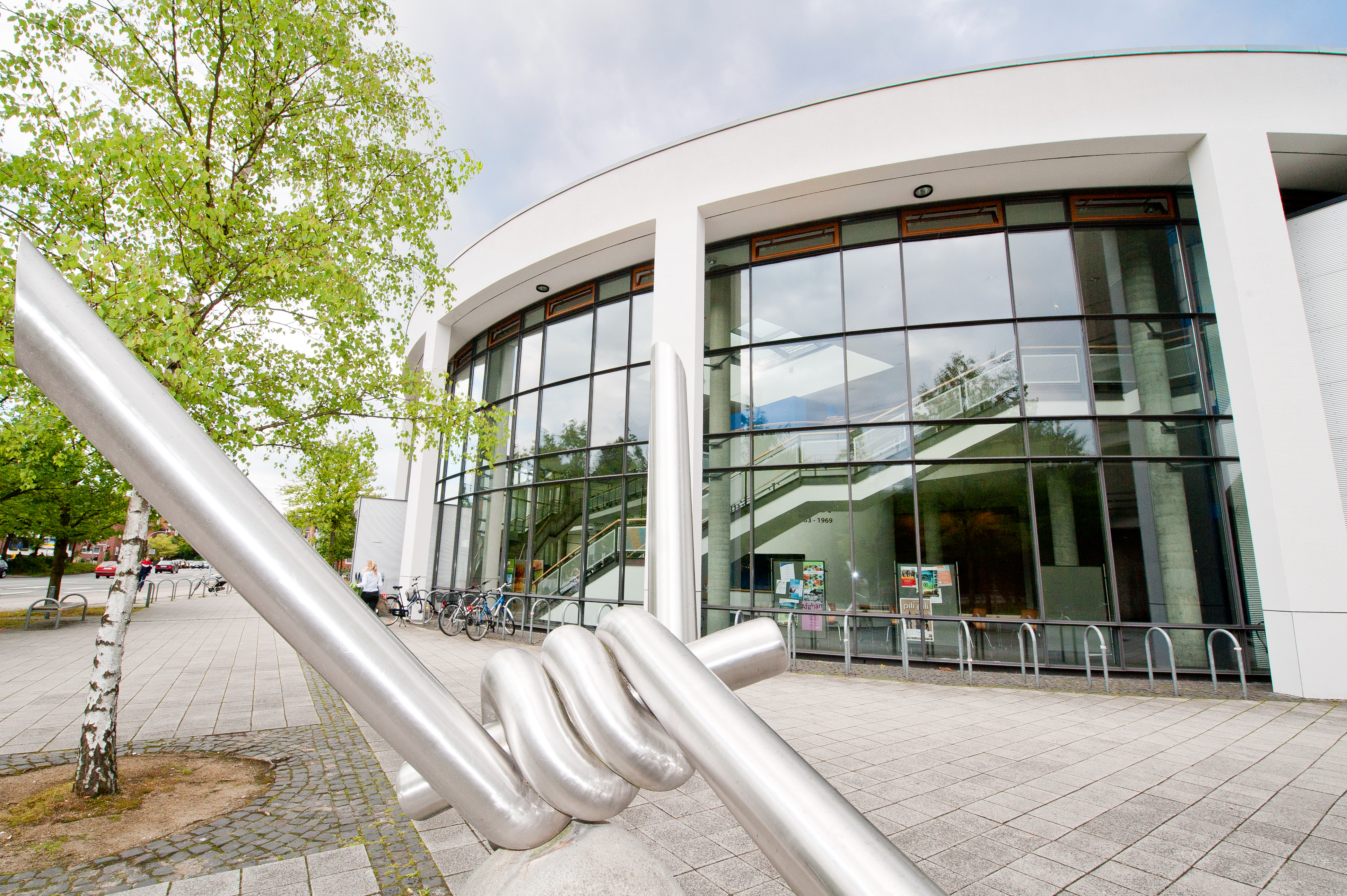
Hörsaalzentrum am Campus Haarentor

### Pädagogische Akademie / Pädagogische Hochschule Oldenburg

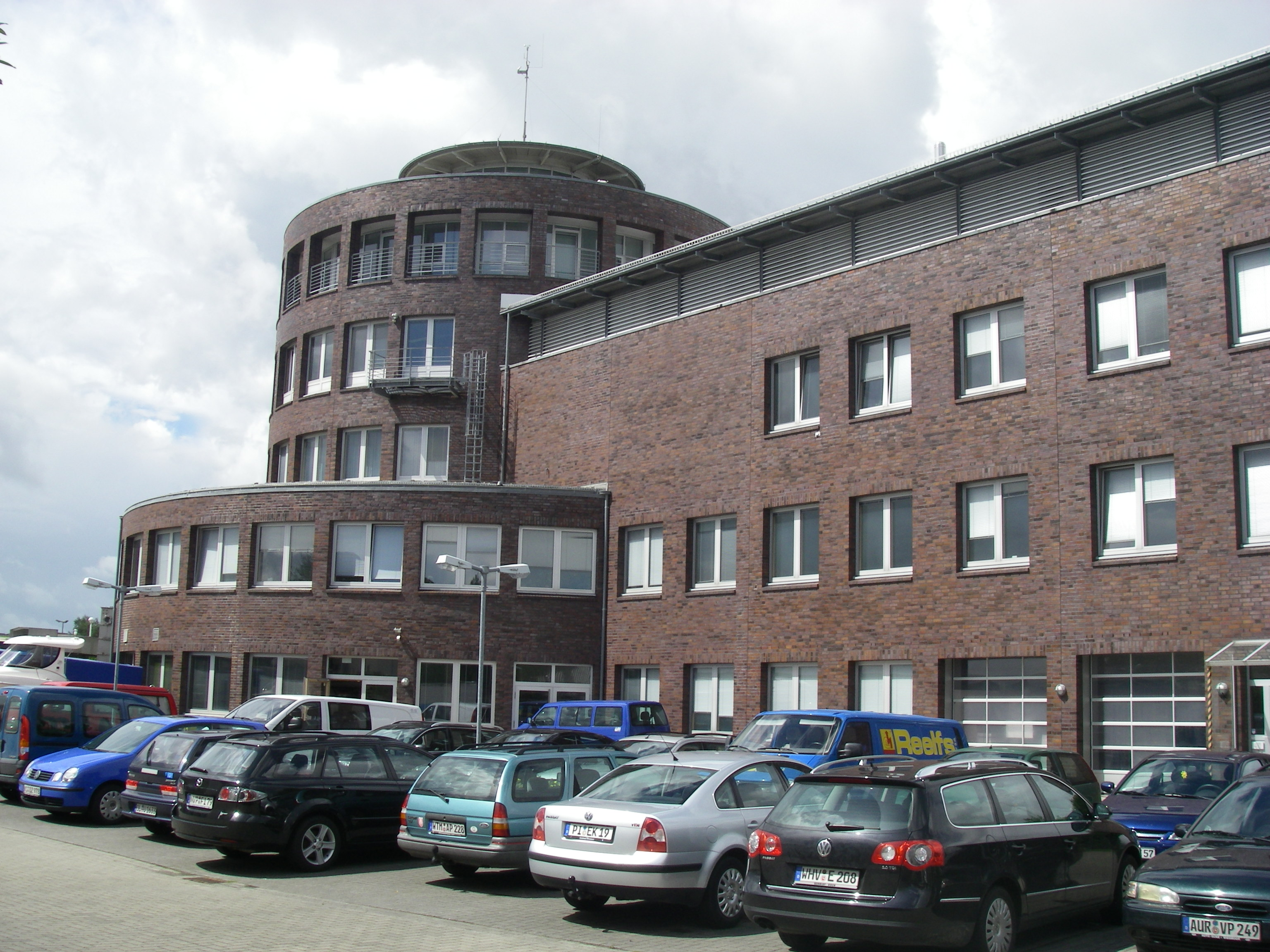
Standort Wilhelmshaven - Institut für Chemie und Biologie des Meeres

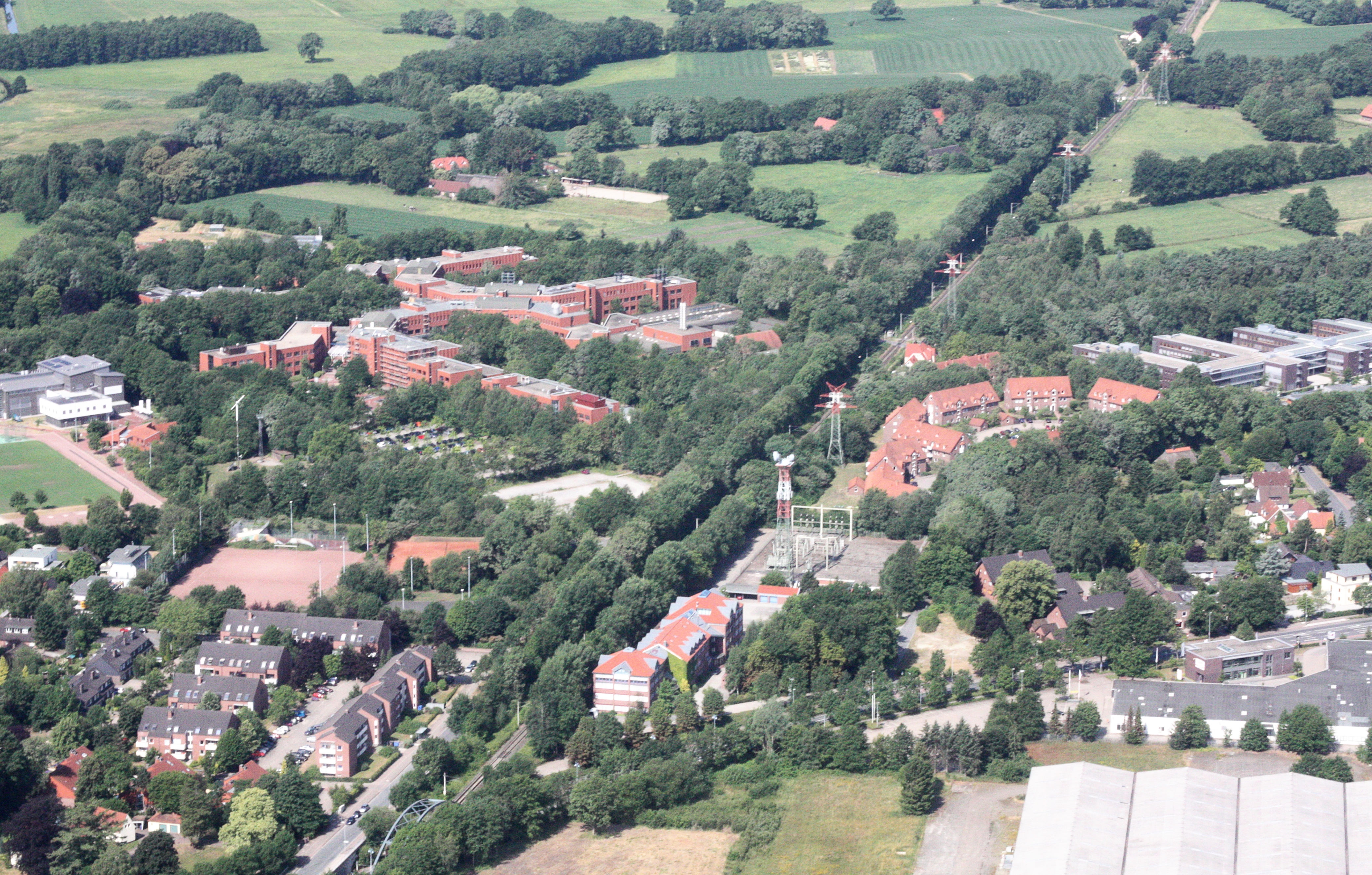
Luftaufnahme des Campus Wechloy (Bildmitte links neben der Eisenbahnlinie)

Am 7. März 1793 wurde das Evangelische Lehrerseminar Oldenburg durch Herzog Peter Friedrich Ludwig gegründet. Ein Seminargarten für die Lehrerausbildung wurde 1882 angelegt. Er wurde schrittweise zum Botanischen Garten in seiner heutigen Form ausgebaut. Er ist die einzige Einrichtung in der Lehrerausbildung des Großherzogtums Oldenburg, die bis heute erhalten geblieben ist. Die Ausbildung von Lehrern wurde durch den Landtag des Freistaates Oldenburg am 27. März 1929 durch die Errichtung der Pädagogischen Akademie in Oldenburg weiter verfolgt, die aus Finanznot bald wieder geschlossen wurde. Von 1936 bis 1939 bestand wiederum für den Gau Weser-Ems eine Hochschule für Lehrerbildung, die wegen des Kriegsausbruches stillgelegt wurde.
Am 1. Oktober 1945 öffnete unter dem evangelischen Theologen Eduard Hollweg (1886–1971) als Direktor (bis 1947) die Pädagogische Akademie Oldenburg als erste Lehrerausbildungsstätte im Nachkriegsdeutschland, deren Dozenten meist aus ihren Vorläufern übernommen wurden. 1948 folgte eine Umbenennung in Pädagogische Hochschule Oldenburg, die bis 1969 eigenständig bestand. Namhafte Professoren waren u. a. Horst E. Wittig, Erwin Schwartz, Martin Rang, Helene Ramsauer, Werner Loch, Hans-Jochen Gamm und Herwig Blankertz. Der letzte Rektor war Wolfgang Schulenberg, der 1969 die Überführung in die Pädagogische Hochschule Niedersachsen, Abteilung Oldenburg durchführte.

### Gründung und Entwicklung der Universität
Der erste Schritt in Richtung Universität erfolgte am 23. Februar 1959 mit dem Entschluss des Rates der Stadt, eine Universität zu errichten, der am 13. März 1970 mit der Denkschrift zur Gründung der Universität Oldenburg und Osnabrück des niedersächsischen Kultusministers umgesetzt wurde.
Im Rahmen der Reform und Ausweitung des Hochschulsystems am 5. Dezember 1973 gegründet, wurde 1974 der Lehrbetrieb mit 2.400 Studierenden auf der Grundlage der PH Niedersachsen, Abteilung Oldenburg aufgenommen. Die Benennung nach dem Nobelpreisträger und Widerstandskämpfer Carl von Ossietzky lehnten die Landesregierungen unter den Ministerpräsidenten Alfred Kubel und Ernst Albrecht ab.  Erst 1991 wurde durch den damaligen niedersächsischen Ministerpräsidenten Gerhard Schröder der Name im Einklang mit der Novellierung des Niedersächsischen Hochschulgesetzes eingeführt.
1984 wurde das Lehrangebot um den Studiengang Informatik erweitert. Seit dem Wintersemester 2007/2008 wird neben Informatik auch Wirtschaftsinformatik als eigenständiger Studiengang angeboten. Die bis 2002 geführten elf Fachbereiche gingen durch Zusammenlegung und Umorganisation in fünf Fakultäten auf. Im Februar 2015 gründete Michael Freitag die Abteilung Allgemeinmedizin.

### Gründung der European Medical School Oldenburg-Groningen und der Universitätsmedizin Oldenburg
Startschuss der Kooperation war im Jahr 2012 der gemeinsam eingerichtete Modellstudiengang Humanmedizin, der unter dem Namen „European Medical School Oldenburg-Groningen“ bekannt wurde. Dafür wurde eine medizinische Fakultät aufgebaut, die in enger Kooperation mit der Rijksuniversiteit Groningen in den Niederlanden einen durchgängigen zwölfsemestrigen Modellstudiengang nach den Vorgaben der ärztlichen Approbationsordnung mit dem Abschluss eines Staatsexamens eingerichtet. Studierende aus Groningen können einen Teil des Studiums in Oldenburg absolvieren; Studierende aus Oldenburg mussten in den ersten Jahren des Modellstudiengangs mindestens ein Jahr ihres Studiums in Groningen verbringen. Mittlerweile ist zum Beispiel ein praktischer Einsatz an der dortigen Universitätsklinik Universitair Medisch Centrum Groningen (UMCG) freiwillig – wie auch die Möglichkeit, dort eine Forschungsarbeit im vierten oder fünften Studienjahr anzufertigen. In der European Medical School kann auch der niederländische Master of Science in Geneeskunde der Rijksuniversiteit Groningen erworben werden, der nach Europarecht zur Ausübung der ärztlichen Tätigkeit in allen Staaten der Europäischen Union berechtigt.
In dem gemeinsamen Projekt der beiden Universitäten Oldenburg und Groningen wurden ab dem Wintersemester 2012/13 jährlich 40 Studierende für das Fach Humanmedizin an der Universität Oldenburg aufgenommen. Seit dem Wintersemester 2022/23 werden jährlich 120 Studierende zugelassen.

## Universitätsmedizin Oldenburg
Die Universitätsmedizin Oldenburg (UMO) wird getragen von der Universität Oldenburg und ihren vier Kooperationskrankenhäusern: dem Klinikum Oldenburg, dem Evangelischen Krankenhaus Oldenburg, der Karl-Jaspers-Klinik Wehnen und dem Pius-Hospital Oldenburg. Es besteht nach wie vor eine enge Kooperation in Forschung und Lehre mit der Reichsuniversität Groningen. Die vier Krankenhäuser betreiben die mehr als 25 Universitätskliniken und -institute der UMO, deren Direktoren gleichzeitig auch berufene Professoren der Universität Oldenburg sind. Zunächst wurde die Kooperation von Universität und Krankenhäusern als Medizinischer Campus der Universität Oldenburg bezeichnet, was vor einigen Jahren in Universitätsmedizin Oldenburg geändert wurde, um die Zusammenarbeit in den Bereichen Forschung, Lehre und Krankenversorgung zu beschreiben.

### Aufbau des Modellstudiengangs Humanmedizin
Der Oldenburger Modellstudiengang gliedert sich in zwei Abschnitte. In den ersten drei Jahren werden grundlagenwissenschaftliche genauso wie medizinisch-klinische Inhalte integriert vermittelt. Daneben werden die Studierenden in Kommunikationsfähigkeiten, praktische Fähigkeiten und Forschungstätigkeiten geschult. Einblicke in die ärztliche Praxis erhalten sie u. a. durch einwöchige Hospitationen in hausärztlichen Praxen, die ein- bis zweimal pro Semester absolviert werden.
Im vierten Studienjahr nimmt der Praxisanteil im Studium zu. Studierende absolvieren verschiedene Blockpraktika in den vier Kooperationskrankenhäusern, den akademischen Lehrkrankenhäusern oder in den Praxen des Lehrpraxennetzwerks der UMO. Im fünften Studienjahr folgt wieder ein Unterrichtsblock, gefolgt von weiteren drei Blockpraktika in Kliniken und Praxen und die Studierenden schreiben eine 16-wöchige Forschungsarbeit. Im sechsten Studienjahr absolvieren sie ihr Praktisches Jahr, das aus drei Tertialen zu jeweils 16 Wochen besteht.

## Fakultäten
- Fakultät I – Bildungs- und Sozialwissenschaften

Institut für Pädagogik
Institut für Sonder- und Rehabilitationspädagogik
Institut für Sozialwissenschaften
- Fakultät II – Informatik, Wirtschafts- und Rechtswissenschaften

Department für Informatik
Department für Wirtschafts- und Rechtswissenschaften
- Fakultät III – Sprach- und Kulturwissenschaften

Institut für Anglistik / Amerikanistik
Institut für Germanistik
Institut für Niederlandistik
Institut für Slavistik
Institut für Kunst und visuelle Kultur
Institut für Materielle Kultur
Institut für Musik
- Fakultät IV – Human- und Gesellschaftswissenschaften

Institut für Geschichte
Institut für Evangelische Theologie
Institut für Philosophie
Institut für Sportwissenschaft
- Fakultät V – Mathematik und Naturwissenschaften

Institut für Biologie und Umweltwissenschaften (IBU)
Institut für Chemie (IfC)
Institut für Physik (IfP)
Institut für Mathematik (IfM)
Institut für Chemie und Biologie des Meeres (ICBM)
- Fakultät VI – Medizin und Gesundheitswissenschaften

Department für Humanmedizin
Department für Medizinische Physik und Akustik
Department für Neurowissenschaften
Department für Psychologie
Department für Versorgungsforschung

## Gremien

### Präsidenten
- 1974–1979: Rainer Krüger (* 1939)
- 1980–1986: Horst Zilleßen (* 1938)
- 1986–1998: Michael Daxner (* 1947)
- 1998–2004: Siegfried Grubitzsch (* 1940)
- 2004–2008: Uwe Schneidewind (* 1966)
- 2010–2014: Babette Simon (* 1960)
- 2015–2021: Hans Michael Piper (* 1952)[15]
- seit 2021: Ralph Bruder (* 1963)

### Präsidium
Das Präsidium besteht aus dem Präsidenten Ralph Bruder und vier Vizepräsidenten:
| Funktion                                                                            | Name                 |
| ----------------------------------------------------------------------------------- | -------------------- |
| Präsident                                                                           | Ralph Bruder         |
| Vizepräsident für Verwaltung und Finanzen                                           | Jörg Stahlmann       |
| Vizepräsident für Forschung und Transfer                                            | Ralf Grüttemeier     |
| Vizepräsidentin für Studium und Lehre                                               | Andrea Strübind      |
| Vizepräsidentin für Akademische Karrierewege, Chancengleichheit und Internationales | Katharina Al-Shamery |

### Hochschulrat
Der Hochschulrat besteht aus sieben Personen aus Wissenschaft, Wirtschaft und Kultur, diese sind vom Senat der Universität Oldenburg und dem Niedersächsischen Wissenschaftsministerium als Mitglieder des Hochschulrats bestellt worden.
| Name                  | Funktion                        | Bemerkung |
| --------------------- | ------------------------------- | --- |
| Felix Thalmann        | Vorsitzender des Hochschulrates | Geschäftsführer BÜFA-Gruppe (CEO) & Chemicals |
| Karin Lochte          | Stellvertretende Vorsitzende    | Bis 2017 Direktorin des Alfred-Wegener-Instituts, Helmholtz-Zentrum für Polar- und Meeresforschung in Bremerhaven und Professorin an der Universität Bremen |
| Tina Cornelius-Krügel |                                 | Vertreterin des Niedersächsischen Ministeriums für Wissenschaft und Kultur                                                                                  |
| Christian Friege      |                                 | Marktvorstand der EWE AG |
| Ottmar Edenhofer      |                                 | Professor an der Technischen Universität Berlin und Direktor am Potsdam-Institut für Klimafolgenforschung                                                   |
| Sibrandes Poppema     |                                 | Präsident der Sunway University (Malaysia) |
| Sabine Kyora          |                                 | Professorin für Deutsche Literatur an der Universität Oldenburg                                                                                             |

### Senat
| Name                              | Funktion                                                                            | Liste                                |
| Vorsitzender ohne Stimmrecht      | Vorsitzender ohne Stimmrecht                                                        | Vorsitzender ohne Stimmrecht         |
| --------------------------------- | ----------------------------------------------------------------------------------- | ------------------------------------ |
| Ralph Bruder                      | Präsident der Universität Oldenburg                                                 |                                      |
| Hochschullehrer mit Stimmrecht    |                                                                                     |                                      |
| Gregor Theilmeier                 | FK VI – Department für Humanmedizin                                                 | Demokratische Hochschule             |
| Gun-Britt Kohler                  | FK III – Institut für Slavistik                                                     | Demokratische Hochschule             |
| Alexey Chernov                    | FK V – Institut für Mathematik                                                      | Demokratische Hochschule             |
| Andreas Hein                      | FK VI – Department für Versorgungsforschung                                         | Demokratische Hochschule             |
| Anja Bräuer                       | FK VI – Department für Humanmedizin                                                 | Hochschulautonomie                   |
| Thilo Groß                        | FK V – Institut für Chemie und Biologie des Meeres (ICBM)                           | Hochschulautonomie                   |
| Bernd Siebenhüner                 | FK II – Department für Wirtschafts- und Rechtswissenschaften                        | Universität im Umbruch               |
| Mitarbeitergruppe mit Stimmrecht  |                                                                                     |                                      |
| Nikolaj Schulte-Wörmann           | FK I - Institut für Sozialwissenschaften                                            | Mittelbauinitiative                  |
| Stefan Uppenkamp                  | FK VI - Department für Medizinische Physik und Akustik                              | Hochschulautonomie                   |
| Studierendengruppe mit Stimmrecht |                                                                                     |                                      |
| Steven Haseloh                    |                                                                                     | Liste 2: „ökologisch-soziale Liste“  |
| Bastian Göbbels                   |                                                                                     | Liste 2: „ökologisch-soziale Liste“  |
| MTV-Gruppe mit Stimmrecht         |                                                                                     |                                      |
| Nadja Sturm                       | Institut für Evangelische Theologie und Religionspädagogik                          | Verdi                                |
| Nico Müller                       | Application Support (IT-Dienste)                                                    | Zusammen Universität Gestalten (ZUG) |
| Beratende Mitglieder              |                                                                                     |                                      |
| Jörg Stahlmann                    | Vizepräsident für Verwaltung und Finanzen                                           |                                      |
| Ralf Grüttemeier                  | Vizepräsident für Forschung und Transfer                                            |                                      |
| Katharina Al-Shamery              | Vizepräsidentin für akademische Karrierewege, Chancengleichheit und Internationales |                                      |
| Andrea Strübind                   | Vizepräsidentin für Studium und Lehre                                               |                                      |
| Olaf Zawacki-Richter              | Dekan Fakultät I, Bildungs- und Sozialwissenschaften                                |                                      |
| Andreas Rauh                      | Dekan Fakultät II, Informatik, Wirtschafts- und Rechtswissenschaften                |                                      |
| Esther Ruigendijk                 | Dekanin Fakultät III, Sprach- und Kulturwissenschaften                              |                                      |
| Dagmar Freist                     | Dekanin Fakultät IV, Human- und Gesellschaftswissenschaften                         |                                      |
| Michael Wark                      | Dekan Fakultät V, Mathematik und Naturwissenschaften                                |                                      |
| Hans Gerd Nothwang                | Dekan Fakultät VI, Medizin und Gesundheitswissenschaften                            |                                      |
| Ira Diethelm                      | Direktorin des Didaktischen Zentrums                                                |                                      |
| Anne G. Kosfeld                   | Zentrale Gleichstellungsbeauftragte                                                 |                                      |
| N.N.                              | Vertreter der Studierendenschaft AStA                                               |                                      |
| Heike Andermann                   | Vertreter der Zentralen Einrichtungen                                               |                                      |
| Margit Teborg                     | Personalrat                                                                         |                                      |
| Maximilian Scharf                 | Promovierendenvertretung                                                            |                                      |

## Center für lebenslanges Lernen (C3L)

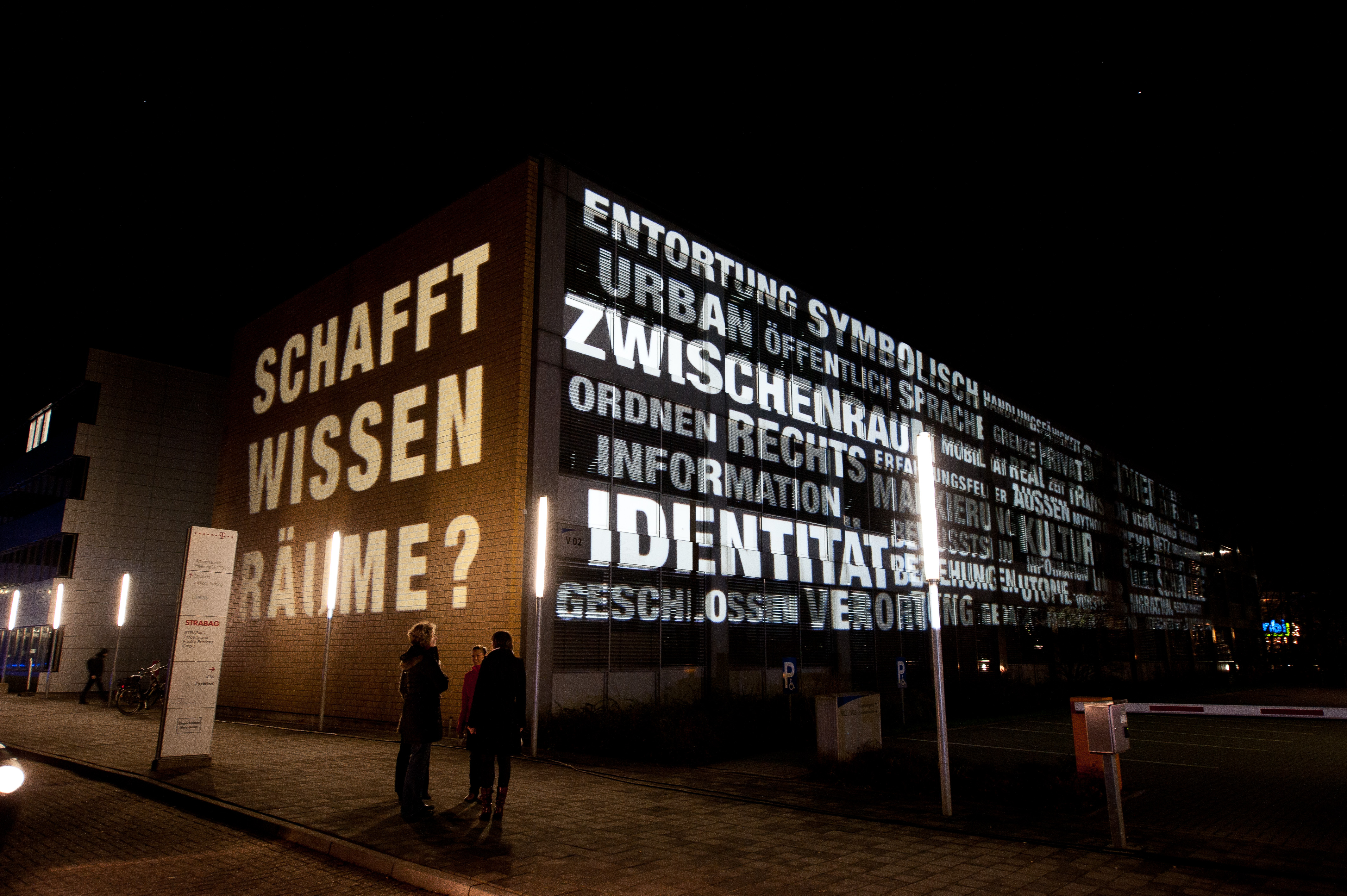
C3L-Gebäude

Das C3L – Center für lebenslanges Lernen ist das wissenschaftliche Zentrum der Universität Oldenburg für die wissenschaftliche Weiterbildung. Jährlich nutzen etwa 2.000 Menschen die Bildungsprogramme, unter anderem in berufsbegleitenden Bachelor- und Masterstudiengängen:
- Betriebswirtschaftslehre (B.A.)
- Bildungs- und Wissenschaftsmanagement (MBA)
- Informationsrecht (LL.M.)
- Innovationsmanagement und Entrepreneurship (MBA)
- Risikomanagement und Finanzanalyse (M.Sc.)

Weiterbildungen bietet das C3L in diesen Themenfeldern:
- Beratung und Konfliktlösung
- Bildung und Wissenschaft
- Erneuerbare Energien
- Gesundheit und Soziales
- Psychotherapie
- Wirtschaft und Recht
- Future Skills

Das C3L öffnet die Universität über diese Angebote hinaus für alle Bildungsinteressierten. Seit 1983 können Gasthörende an Lehrveranstaltungen teilnehmen und es gibt Lernangebote für Kinder. Die Anerkennung von Kompetenzen sowie spezielle Programme ermöglichen beruflich Qualifizierten und Zugewanderten der Zugang zur Universität. In Forschungsprojekten werden am C3L unter anderem Bildungsprogramme sowie frei zugängliche Bildungsmaterialien (OER) entwickelt.

## Partnerschaften
Gemeinsam mit der Stadtbibliothek der Stadt Oldenburg organisiert die „Forschungsstelle Kinder- und Jugendliteratur“ („olfoki“) die alljährlich stattfindende „Oldenburger Kinder- und Jugendbuchmesse (KIBUM)“. Die „olfoki“ setzt sich weitgehend aus Mitgliedern der Fakultät III der Universität zusammen.
Die Universität ist Mitglied im Sokrates-/Erasmus-Partnerprogramm, einer Partnerschaft für den Studentenaustausch vieler Universitäten Europas.
Weiterhin werden Beziehungen zu 38 weiteren Universitäten auf fünf Kontinenten gepflegt. Zur Verbesserung von Lehre und Forschung ist die Universität am Verbund Norddeutscher Universitäten beteiligt.

## Standorte

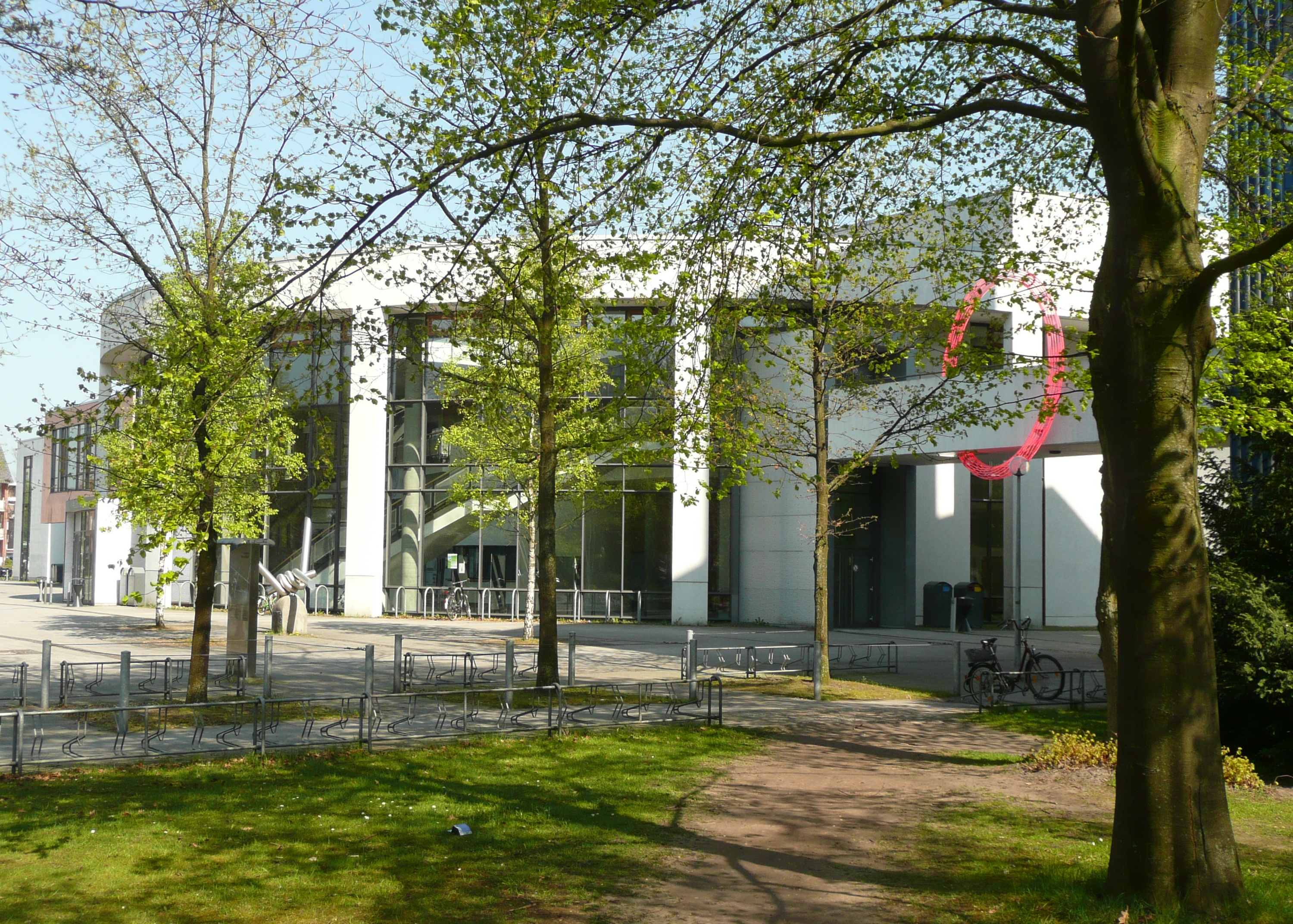
Campus Haarentor, Hörsaalgebäude

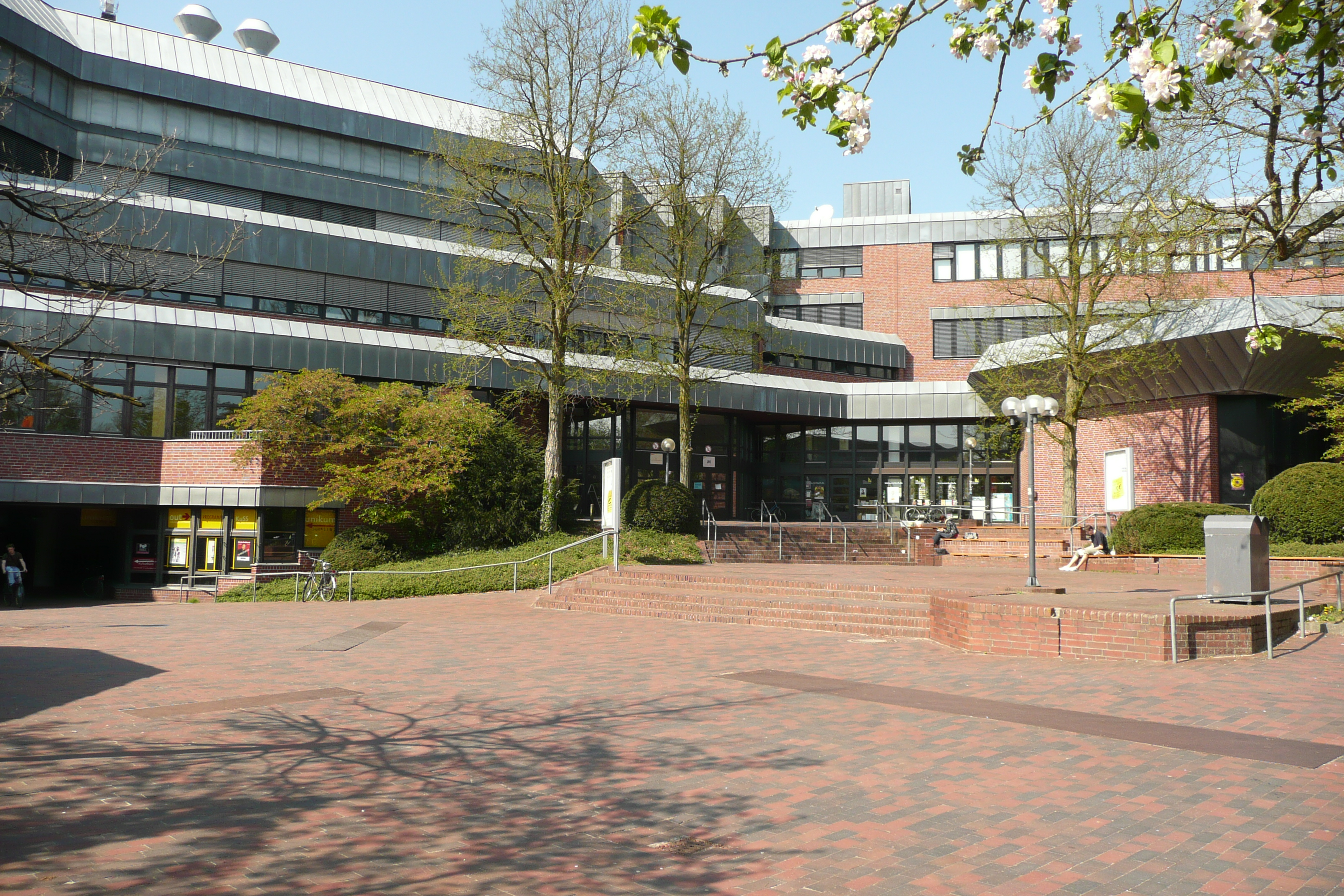
Campus Haarentor, Mensa, Universitätsbibliothek

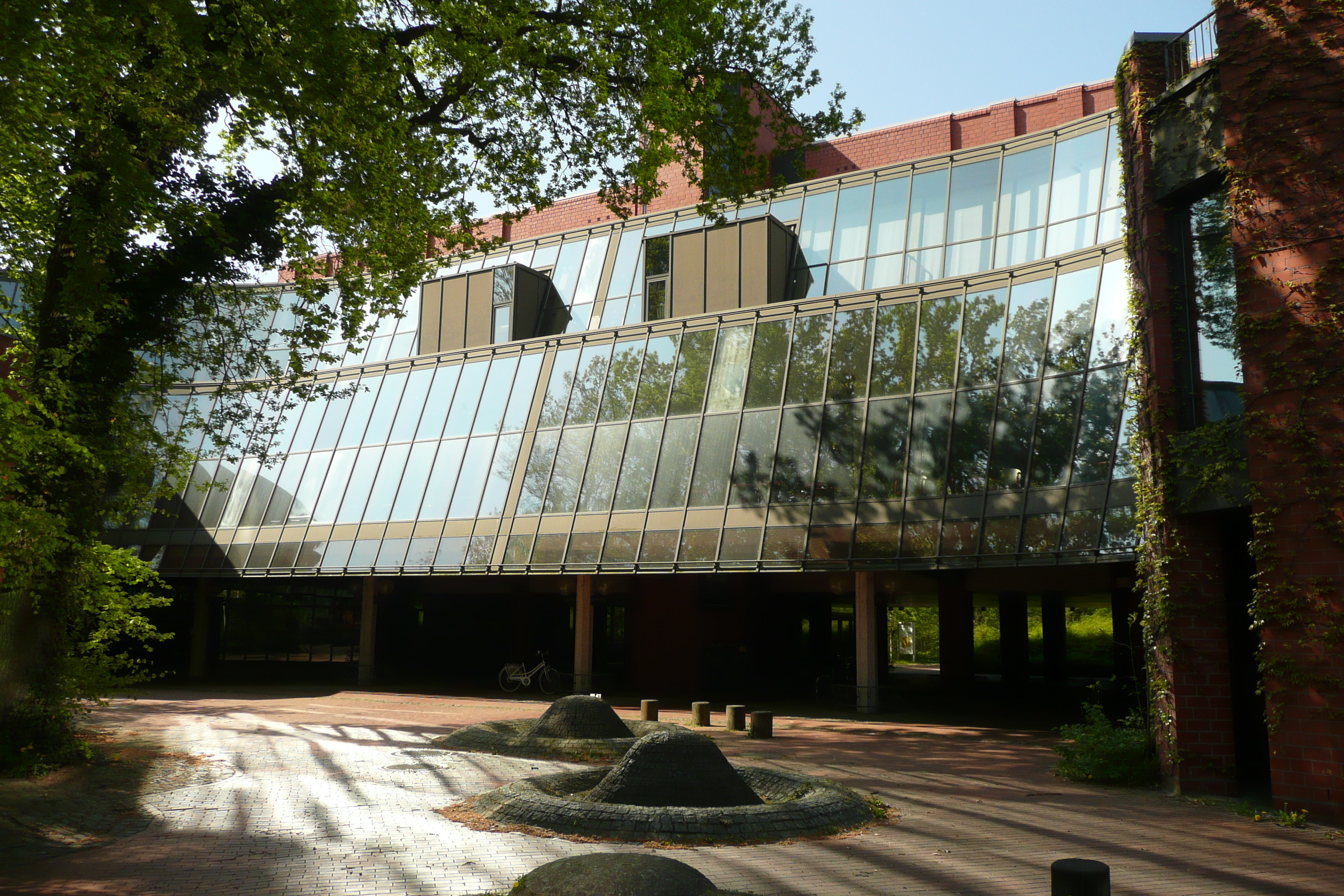
Campus Wechloy

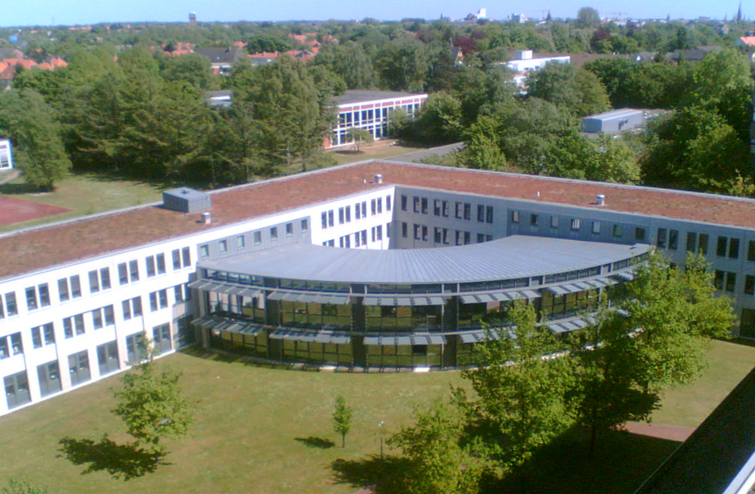
Campus Haarentor, Blick auf den Innenhof und das Gebäude A5

Der größte Standort ist der Campus Haarentor. Anfang der 1960er Jahre wurden die Gebäude der Pädagogischen Hochschule errichtet, die heute noch als Nebengebäude genutzt werden. In den 1970ern wurde die Universität durch zwei Hörsaalbauten und das zentrale Allgemeine Verfügungs-Zentrum (AVZ) erweitert. Am 15. Oktober 1982 verlagerte sich der Zentralbereich durch einen Neubau, der nun Mensa, Bibliothek und Sportzentrum beinhaltet. Das Präsidium der Universität und einige weitere Verwaltungsbereiche sind 1999 in das Ökozentrum in direkter Nähe zur Uni gezogen. 2001 erfolgte die bauliche Erweiterung durch ein Hörsaalzentrum und ein Institutsgebäude. 2015 wurden im neu errichteten StudierendenServiceCenter (SSC) zahlreiche Beratungseinrichtungen für Studierende zentralisiert: Career Service, Zentrale Studienberatung (inzwischen in der Zentralen Studien- und Karriereberatung vereinigt), Immatrikulationsamt, Akademisches Prüfungsamt und International Student Office (jetzt International Office) sowie vom Studierendenwerk Oldenburg die Sozial-, Behinderten- und Finanzberatungen und der gemeinsame Psychologische Beratungs-Service von Universität und Studierendenwerk. 2019 wurde dann ein neues Gebäude für Sprachenzentrum und Psychologischer Beratungsdienst eröffnet. Im Oktober 2024 wurde am Campus Haarentor ein neues Forschungs- und Trainingszentrum Sport eingeweiht.
Der Campus Wechloy wurde zeitgleich mit der Erweiterung des Standortes Uhlhornsweg 1982 errichtet. Dort lehren und forschen die Mitglieder der Fakultät V und z. T. der Fakultät VI. Mit der Einweihung am 10. Oktober 1994 befindet sich dort der Bau des Institut für Chemie und Biologie des Meeres (ICBM), seit dem 20. September 2002 die Gebäude des Hörzentrums. Darüber hinaus befindet sich auf dem Campus Wechloy die Bereichsbibliothek für die naturwissenschaftlichen Fächer sowie für die Fächer Mathematik und Sport.
Der Botanische Garten geht auf das Jahr 1882 zurück. Neben dem Standort Philosophenweg gibt es den nicht-öffentlichen Standort Küpkersweg. 2007 feierte der Botanische Garten Oldenburg sein 125-jähriges Jubiläum.
Der Standort Wilhelmshaven wurde am 1. Januar 2008 gegründet, als das 1994 gegründete Forschungszentrums Terramare in das Institut für Chemie und Biologie des Meeres (ICBM) integriert wurde.
Im Technologiepark Oldenburg entsteht in den nächsten Jahren ein Neubau eines Lehr- und Forschungscampus für die Universitätsmedizin Oldenburg. Für den ersten Bauabschnitt sollen auf einer Gesamtfläche von rund 4.000 Quadratmetern Labor- und Büroflächen, eine Nassanatomie sowie Core Facilities der Fakultät VI entstehen. Im zweiten Bauabschnitt sollen auf rund 3.500 Quadratmetern Nutzfläche Labore und Büros für die medizinische Forschung entstehen. Im dritten Bauabschnitt ist ein Lehrgebäude (Nutzfläche rund 4.900 Quadratmeter) vorgesehen. Hier sollen Hörsäle, Seminar- und Praktikumsräume untergebracht werden. Im Februar 2025 wurde im Technologiepark der Neubau des 2017 gegründeten Helmholtz-Instituts für Funktionelle Marine Biodiversität an der Universität Oldenburg (HIFMB) in Betrieb genommen.

## Schwerpunkte
Die Universität wurde in den 1970er Jahren bekannt durch das besondere Konzept der einphasigen Lehrerbildung. Sie zeichnet sich auch heute durch ein starkes Profil in der Lehrerbildung aus. Sie verfügt bei den Studiengängen über alle Lehrämter. Auch die fachdidaktische Lehr-Lernforschung mit dem Promotionsprogramm Didaktische Rekonstruktion (Prodid) genießt hohes Ansehen. Die Carl von Ossietzky Universität hat schon 1995 mit der RÖSA (Regionale ökologische Sachunterrichtslernwerkstatt) eine der ersten universitären Lernwerkstätten gegründet.
Mit Beginn des Wintersemesters 2005/2006 stellte die Universität sämtliche Studiengänge auf die im Bologna-Prozess projektierten Bachelor- und Master-Studiengänge um. Sie war damit eine der ersten Universitäten Deutschlands, die diesen Schritt durchführte.
2012 war die Universität im Rahmen der Exzellenzinitiative mit ihrem Exzellenzclusterantrag „Hearing4all“ erfolgreich. Der mit einer Fördersumme von 34 Millionen Euro beantragte Cluster hat das Ziel, die Verbesserung des Sprachverstehens im Störlärm zu erforschen.
Die Schwerpunkte in der Forschung liegen in den drei Bereichen Umwelt und Nachhaltigkeit, Mensch und Technik sowie Gesellschaft und Bildung. Der Bereich Umwelt und Nachhaltigkeit befasst sich dabei insbesondere mit der Biodiversität und Meereswissenschaften, Nachhaltigkeit und Erneuerbare Energien. Im Bereich Mensch und Technik liegt der Fokus in den Bereichen Akustik, Informatik, Neurobiologie und der Versorgung in der Medizin. Im Bereich Gesellschaft und Bildung wird der Schwerpunkt im Bereich Lehrerbildung, Diversität und Partizipation gelegt.

## Forschungsumfeld

### Außeruniversitäre Forschungseinrichtungen
Die Zusammenarbeit der außeruniversitären Forschungseinrichtungen mit der Universität ist strukturell verankert. Darüber hinaus wurden durch institutionalisierte Kooperationen sechzehn gemeinsame Professuren mit außeruniversitären Forschungseinrichtungen aufgebaut und weitere vorbereitet.
- Helmholtz-Institut für Funktionelle Marine Biodiversität an der Universität Oldenburg (HIFMB)[34]
- Fraunhofer-Institut für Fertigungstechnik und Angewandte Materialforschung IFAM, Standort Oldenburg
- Fraunhofer-Institut für Digitale Medientechnologie, Institutsteil für Hör-, Sprach- und Audiotechnologie IDMT
- Fraunhofer-Institut für Windenergie und Energiesystemtechnik IWES
- DLR-Institut für Vernetzte Energiesysteme
- DLR-Institut für Systems Engineering für zukünftige Mobilität

### An-Institute
An-Institute sind eng mit der Universität verbundene, rechtlich jedoch selbständige Organisationen. Die Universität führt sieben An-Institute an:

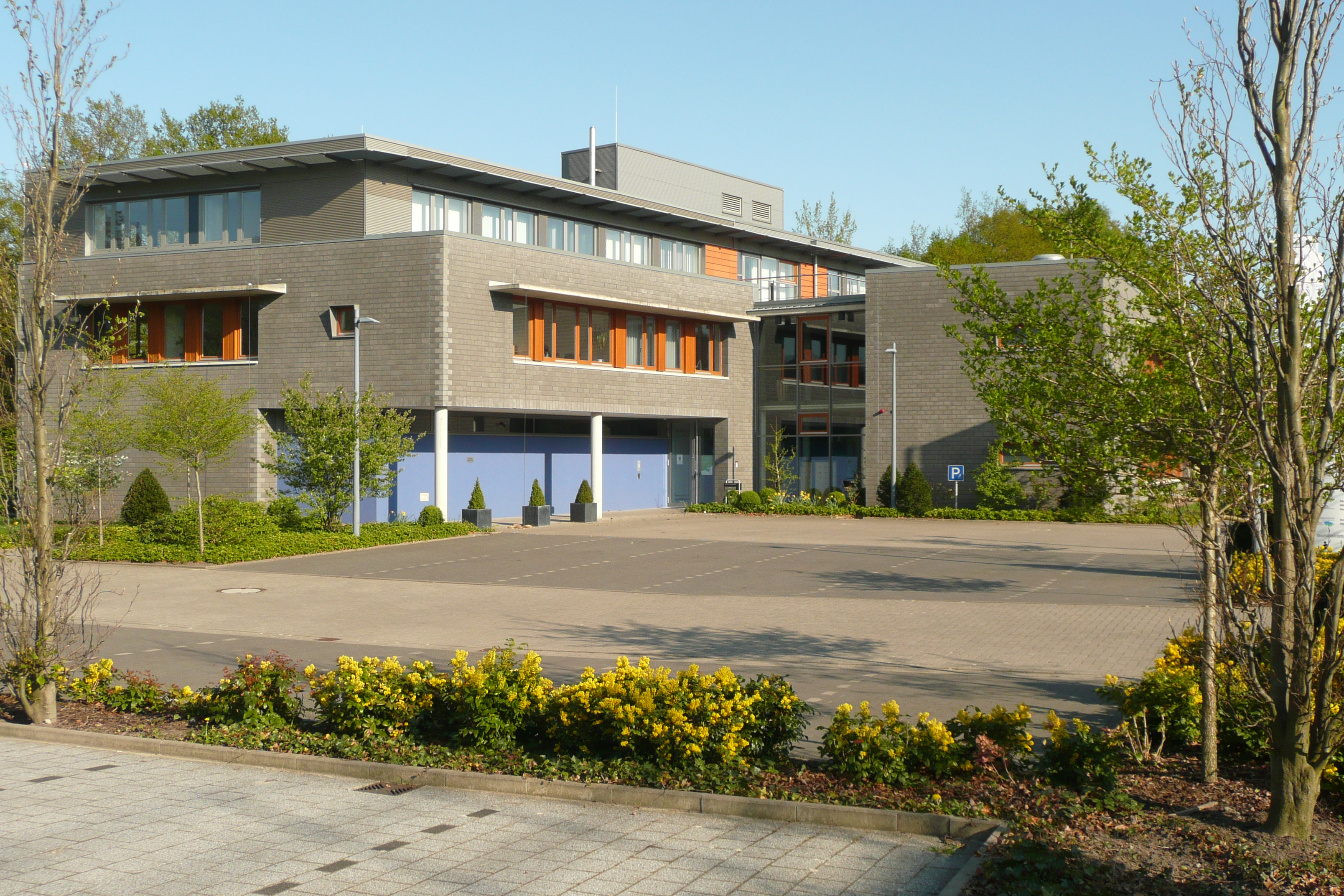
Hörzentrum Oldenburg

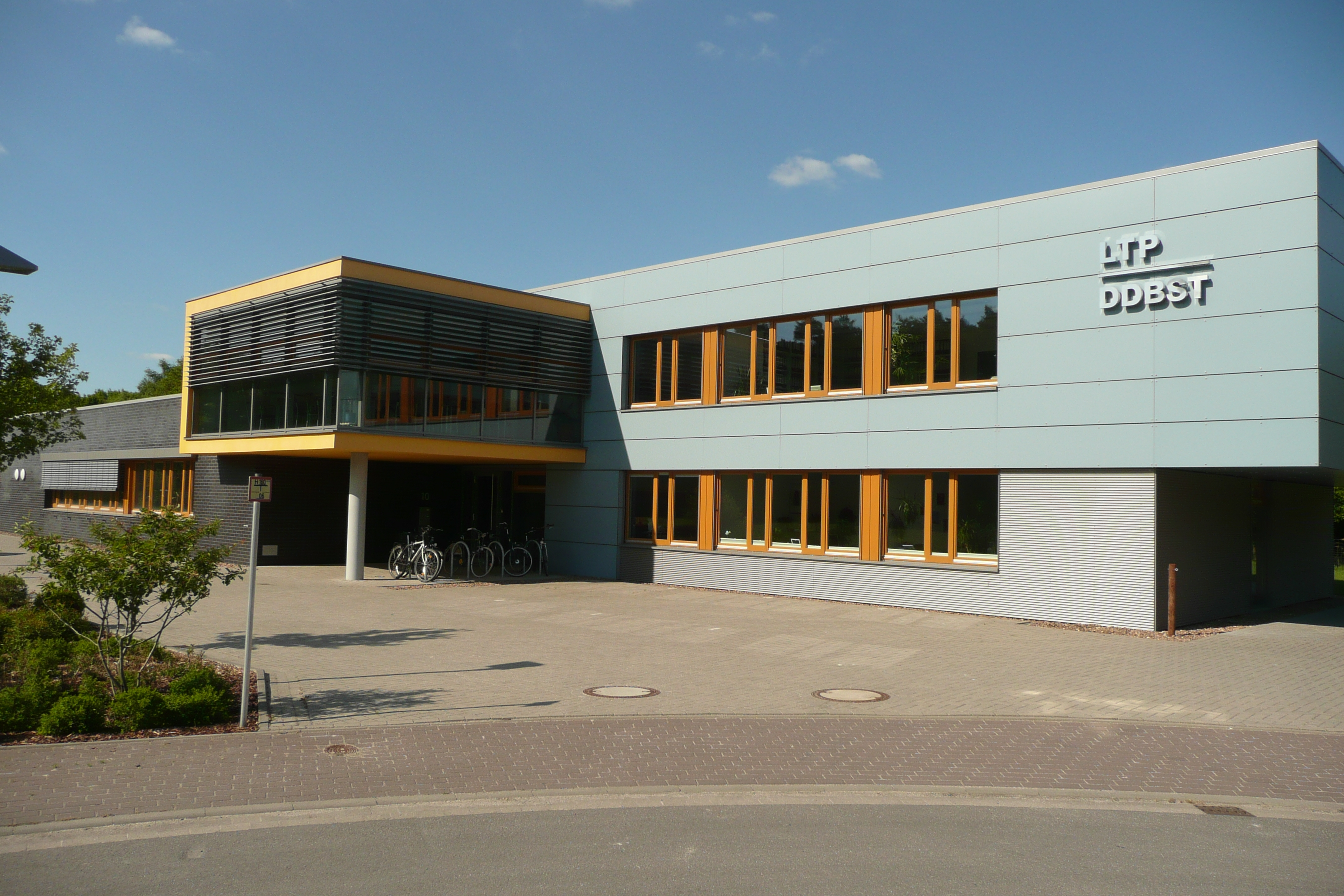
Laboratory for Thermophysical Properties (LTP GmbH)

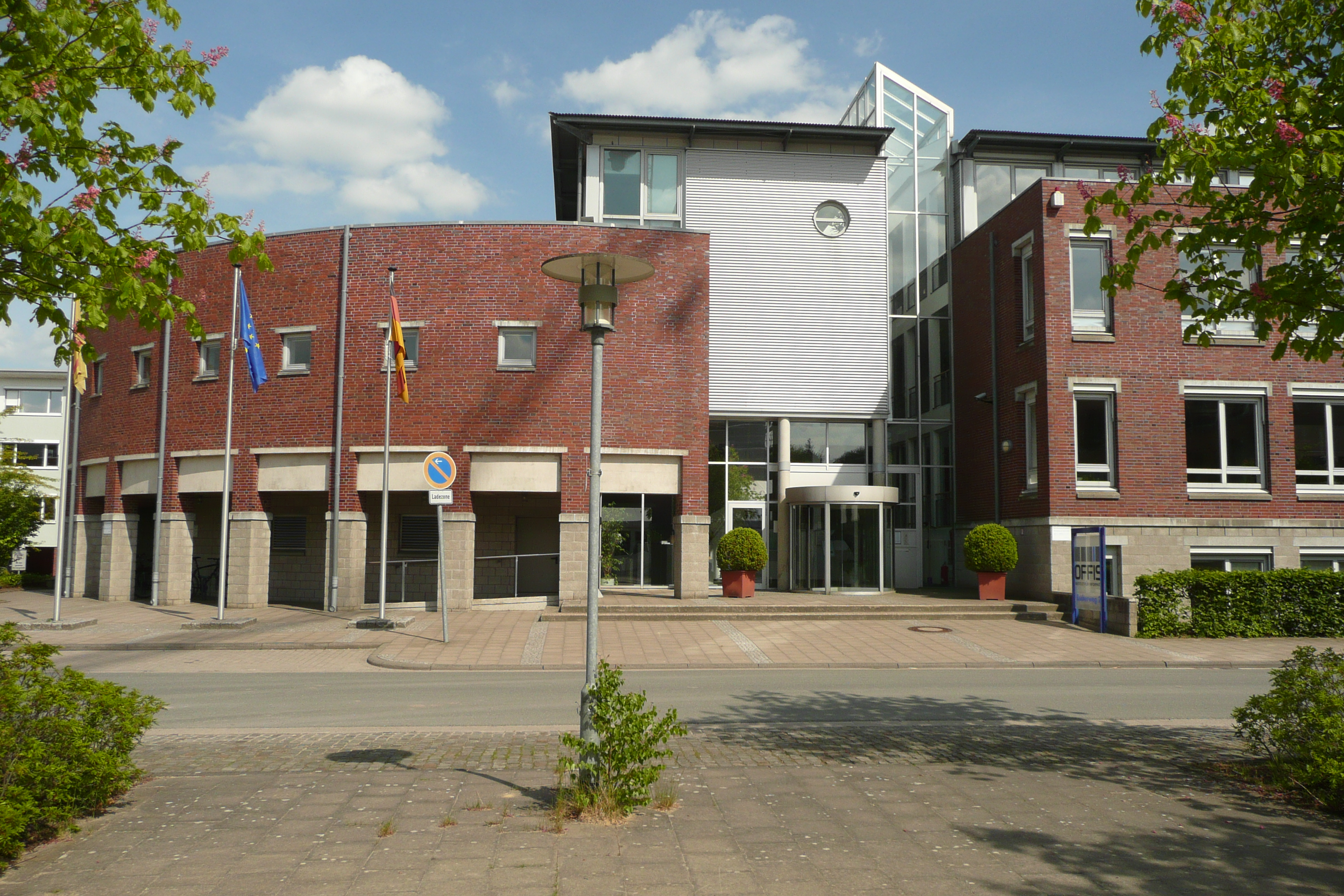
Institut für Informatik (OFFIS)

- das Bundesinstitut für Kultur und Geschichte der Deutschen im östlichen Europa (BKGE)
Das 1989 gegründete Institut gehört zum Geschäftsbereich des Kulturstaatsministers und berät die Bundesregierung in allen Fragen, die Kultur und Geschichte deutscher Minderheiten in Osteuropa betreffen.
- die Ecco Ecology + Communication Unternehmensberatung GmbH[36]
Ecco berät Firmen in den Bereichen Management, Führung, Strategie sowie Unternehmenskultur und kooperiert bezüglich Forschung und Lehre mit den Lehrstühlen der Fakultät 2.[37]
- das Hörzentrum Oldenburg
Das 1996 vom Physiker Birger Kollmeier und dem Evangelischen Krankenhaus Oldenburg gegründete Institut beschäftigt sich mit Anwendungen der Akustik für medizinische Anwendungen, insbesondere der Hörgeräte-Entwicklung.
- das Institut für Ökonomische Bildung GmbH (IÖB)
Das Institut fördert die ökonomische Bildung an allgemeinbildenden Schulen in Deutschland und in Ländern in Mittel- und Osteuropa. Dies schließt die Lehrer-Fort- und Weiterbildung ein.
- das OFFIS – Institut für Informatik
- die Sirius Minds GmbH (ehemals Express Fonds Nordwest)
- die Zukunft.unternehmen gGmbH (ehemals GIZ gGmbH)

Zwischen 1999 und 2019 war das von dem Chemiker Jürgen Gmehling gegründete Laboratory for Thermophysical Properties (LTP GmbH) auch ein An-Institut der Universität. Hauptarbeitsfeld ist die experimentelle Bestimmung von thermophysikalischen Stoffdaten.

## Kulturprogramm
Das Studierendenwerk Oldenburg betreibt seit 1985 das Unikum als Kleinkunst- und Kabarettbühne, 1992 kam eine größere Bühne hinzu. Seit Juli 1997 nutzt die zu dem Zeitpunkt gegründete Oldenburger Uni-Theater gGmbH (OUT) das Unikum. Studentische und freie Theatergruppen sind in ihr organisiert.
Seit 1993 zeigt das studentische Kino Gegenlicht Filmvorführungen: zunächst in der Alten Aula, mittlerweile ebenfalls im Unikum auf Bühne 1. Im Sommersemester organisiert das Unikino auch auf dem Campus Freiluftaufführungen. 2001 entstanden als ein weiteres Projekt die Oldenburger Kurzfilmtage Zwergwerk. Die Veranstaltungsräume des Unikums werden auch für Workshops, Vorträge und Podiumsdiskussionen vermietet.

## Mensen
Das Studierendenwerk Oldenburg betreibt sowohl auf dem Campus Uhlhornsweg als auch auf dem Campus Wechloy je eine Mensa. Die Mensen sind seit Januar 2004 nach der EG-Öko-Verordnung mit dem BIO-Siegel zertifiziert. In der Hauptmensa am Uhlhornsweg stehen jeden Tag vier verschiedene Gerichte, teilweise selbst zusammenstellbar, zur Auswahl. Zusätzlich bietet das „Culinarium“ eine Auswahl an qualitativ hochwertigen, selbst zusammenstellbaren Gerichten zu etwas höheren Preisen an.
Nachdem die Mensa am Uhlhornsweg 2001 in den Umfragen der Zeitschrift Unicum für Geschmack noch den ersten Platz belegte und in der Gesamtbewertung auf dem zweiten Platz landete, ist die Essenausgabe des Studierendenwerks in der Umfrage 2005 nunmehr beim Geschmack auf dem vierzehnten und im Gesamtergebnis auf dem zwanzigsten Platz zu finden. Im Jahr 2008 schaffte es die Mensa am Uhlhornsweg wieder auf den zweiten Platz der Gesamtwertung und wurde Sieger im Bereich Geschmack.
Zusätzlich zu den Mensen betreibt das Studierendenwerk am Uhlhornsweg eine Cafeteria. In Wechloy nimmt die Mensa außerhalb der Essensausgabezeiten diese Funktion ein.

## Verfasste Studierendenschaft
Als Teilkörperschaft des öffentlichen Rechts ist die Studierendenschaft im Rahmen der studentischen Selbstverwaltung die Vertretung aller eingeschriebenen Studierenden gegenüber der Hochschule, der Hochschulleitung und der Öffentlichkeit. Die Studierendenschaft in Oldenburg, vertreten durch den AStA, nimmt – neben einem breiten Spektrum an politischen Aktionen – die Verwaltung des Semestertickets, des Eltern-Kind-Raums, die Aufgaben der BAföG-Beratung, der Darlehensvergabe und die gemeinschaftliche Anschaffung von ökologischem Studienbedarf (Schreibwaren, Druckerpatronen, Druckerpapier und mehr) wahr. Darüber hinaus wird vom AStA jährlich in Zusammenarbeit mit der Hochschulleitung und weiteren Teilorganen das Internationale Sommerfest organisiert.

### Studierendenparlament
- Campus Grün: 16
- Antira-Queerfem: 6
- Linke Liste: 4
- GUM: 2
- SDS: 9
- Einzelkand.: 2

An der Wahl zum Studierendenparlament vom 20. bis 24. Januar 2025 nahmen 1187 von 15000 wahlberechtigten Studierenden teil, 14 der abgegebenen Stimmzettel waren ungültig. Um die 39 Sitze im Studierendenparlament bewarben sich die Uni Divers – Grüne Unabhängige Mitte (GUM), die Liste Campus Grün Oldenburg (CGO), die Linke Liste, die Antirassistische + Queerfeministische Liste (Antira), die Liste Sozialistisch-Demokratischer Studierendenverband (SDS) und vier Einzelkandidaturen. Das Wahlergebnis wurde am 25. Januar festgestellt.
CGO wurde stärkste Kraft mit 40,6 Prozent, was einen Verlust 13,7 Prozentpunkten und 16 Sitze im neuen Parlament bedeutete. Den zweiten Platz belegte mit 24,6 Prozent der SDS, welche neu zur Wahl antrat und aus dem Stand 9 Sitze erzielte. Auf dem dritten Platz liegt die Antirassistische + Queerfeministische Liste, deren Stimmenanteil um 3,2 Prozentpunkte auf 14,6 Prozent fiel, wodurch ihr noch 6 Sitze zustanden. Anschließend folgen die Linke Liste, GUM sowie die Einzelkandidaturen.

### Allgemeiner Studierendenausschuss (AStA)
Die Fraktionen von Campus Grün Oldenburg, Antira-Queerfem und Uni Divers haben sich für die Legislatur 2024 auf eine Koalition für den AStA geeinigt.
Das Studierendenparlament hat folgende Struktur gewählt:
| Referat oder Amt                                          | stimmberechtigte Personen | Liste     |
| --------------------------------------------------------- | ------------------------- | --------- |
| Sprechende                                                | 2                         | unbekannt |
| Team für Finanzen                                         | 1                         | unbekannt |
| Team für Hochschulpolitik & studentische Selbstverwaltung | 2                         | unbekannt |
| Team für Campusleben                                      | 2                         | unbekannt |
| Team für Öffentlichkeitsarbeit & Veranstaltungsmanagement | 1                         | unbekannt |

### Autonome & unabhängige Referate
Die Satzung der Studierendenschaft sieht neben anderen Organen auch die folgenden Referate vor:
- Autonomes Referat für behinderte und chronischkranke Studierende (BeRef)
- Autonomes Feministisches Referat (FemRef)
- Autonomes Schwulenreferat (SchwuRef)
- Hochschulgruppe ausländischer StudentInnen (HGAS)
- Unabhängiges Fachschaftenreferat

Die autonomen Referate sind kein Teil des AStA, er hat aber die Aufgabe für die Ausführung ihrer Haushaltsmittel zu Sorgen. Neben den autonomen Referaten gibt es ein unabhängiges Fachschaftenreferat, das Teil des AStA ist, aber unabhängig arbeitet.

## Preise
- Die Universität vergibt jedes Jahr den nach dem deutschen Nobelpreisträger benannten Klaus-von-Klitzing-Preis für besonders engagierte Lehrpersonen in den Naturwissenschaften in Kooperation mit der EWE-Stiftung. Das Preisgeld beträgt 15.000 Euro, davon müssen 10.000 Euro für ein schulisches Projekt verwendet werden.
- Die Universität verleiht jährlich zum Tag der Chemie an Schüler umliegender Schulen den Angelus Sala-Preis. Mit diesem Preis werden Schüler ausgezeichnet, die im Fach Chemie herausragende schulische Leistungen in der 10. Klasse vollbracht haben. Er wurde nach dem Arzt und Naturwissenschaftler Angelo Sala benannt.
- Der AStA/das Ökologiereferat des AStA erhielt 1998 den Oldenburger Umweltschutzpreis für die Initiierung des Semestertickets, welcher mit einem Sachpreis in Höhe von 1000 DM honoriert wurde.
- Im Jahr 1994 wurde der Informatiker Ernst-Rüdiger Olderog gemeinsam mit seinem Kollegen Manfred Broy (TU München) mit dem mit drei Millionen DM dotierten Gottfried-Wilhelm-Leibniz-Preis der DFG ausgezeichnet.

## Logo

2000 bis 2018
2018 bis 2020
Seit 2020